# Hermitage Plaza
Hermitage Plaza — предложенный к строительству в Париже 323-метровый многофункциональный комплекс, состоящий из двух небоскрёбов. Комплекс станет первым высотным многофункциональным зданием во Франции. Проект оценивается в 2,3 млрд евро. Разрешение на строительство было выдано в марте 2012 года. Предполагаемое начало строительства должно состояться в 2020 году, окончание — не раньше 2025 года.

## Структура проекта
Первая башня, высотой в 86 этажей, объединит в себе пятизвёздочный отель, СПА-центр, фитнес-центр, рестораны, апартаменты с панорамными видами.
Вторая башня, высотой в 85 этажей, вместит офисы, СПА центр, панорамные апартаменты.
В общественной зоне, раскинувшейся у основания башен, разместятся четыре небольших здания, включающие офисы, торговую галерею, концертный зал, студенческое общежитие со своей инфраструктурой и художественную галерею современного искусства.

## История проекта
В 2007 году Государственное Учреждение по Управлению деловым кварталом Ля Дефанс (EPAD, ныне EPADESA), открывает конкурс «Башня Сигнал» для возведения нового символа главного делового квартала Европы — Ля Дефанс.
Проект Жака Ферье «Hermitage Towers» входит в пятёрку финалистов, но не выигрывает тендер. Группа «Hermitage», которая владеет земельным участком в районе Ля Дефанс, принимает решение довести свой проект до конца.
11 марта 2009 г. во время Международной Выставки Недвижимости (MIPIM) в Каннах британский архитектор Лорд Норман Фостер, президент Группы «Hermitage» Эмин Искендеров и президент правления EPAD Патрик Деведжиан совместно представили новый архитектурный дизайн проекта «Hermitage Plaza».

## Концепция расположения
Площадь между башнями будет названа в честь Наполеона Бонапарта, с которым место возведения «Hermitage Plaza» связано исторически.
История гласит, что 12 мая 1840 года французский король Луи Филипп добился разрешения англичан на возврат праха Наполеона во Францию. Прах императора вернулся во Францию по Сене 14 декабря того же года, и перед тем как быть перевезённым в Дом Инвалидов, был спущен на берег именно в том месте, где расположится площадь между башнями «Hermitage Plaza». По прибытии фрегата «Ла Бель Пуль», перевозившего прах императора, к мосту Нёйи, на территории нынешнего города Курбевуа, был возведён греческий храм с возвышающимся над ним орлом в честь приёма останков великого императора. На Елисейских полях зажглись праздничные огни. На сегодняшний день на этом месте находится стела, напоминающая об этом событии.

## Архитектурные особенности
Архитектурное решение разделения на два объёма преследует две цели: во-первых, создание на уровне публичной площади максимальной видимости со стороны делового квартала на Париж и со стороны Нёйи-сюр-Сен и Сены в сторону центральной части Ля Дефанса; во-вторых, обеспечение великолепных видов из обеих башен, сохраняя при этом панорамные виды для соседних зданий.

## Об архитекторе
Лорд Норман Фостер — известный британский архитектор, автор множества проектов, реализованных по всему миру. По проектам Нормана Фостера построены Мост Миллениум в Лондоне, самый высокий небоскрёб в Европе — Коммерцбанк-Тауэр во Франкфурте-на-Майне, стадион Уэмбли в Лондоне и знаменитая башня для корпорации Hearst в Нью-Йорке.
Небоскрёб Мэри-Экс, одно из самых оригинальных современных зданий в мире, имеет высоту около 180 м. За необычную форму прозван в народе «корнишоном» (англ. gherkin). Он был построен в Лондоне в 2003 году как штаб-квартира швейцарской страховой фирмы Swiss Reinsurance Company.
В России Фостер известен как автор застройки района «Зарядье» и Пушкинского музея. Кроме того, Фостер был автором проекта превращения комплекса «Новая Голландия» в Санкт-Петербурге в культурно-развлекательный объект. Также он был автором проекта 612-метрового небоскрёба «Башня Россия» на территории делового комплекса «Москва-Сити».
Норман Фостер увлечён идеей экологичности и очень внимателен к новациям в области энергосбережения. Свои идеи архитектор стремится воплотить с максимальным использованием естественного света и воздуха, привлекая для этой цели самые смелые инженерные решения. Спроектированные им здания сами регулируют потоки воздуха и света, активно экономя энергию. Его любимые материалы — сталь и стекло.

## Экологический дизайн
В 1996 году Норман Фостер и 29 других ведущих архитекторов мира подписали Европейскую хартию о солнечной энергии в архитектуре и градостроительстве.
При концепции проекта зданий «Hermitage Plaza» архитекторы основывались на использовании экологических принципов, пассивных энергосберегающих методов и создали башни, которые интерактивно взаимодействуют со средой, экономичны в строительстве и эксплуатации, и обеспечивают высокий уровень комфорта внутри зданий.
Для соответствия стандарту BREEAM ‘Excellent’ архитекторы использовали широкий диапазон пассивных и активных экологических стратегий: в помещениях устроена система естественной пассивной вентиляции, благодаря открывающимся панелям на фасадах, что сокращает время использования кондиционеров; оптимизация дневного света, когда минимальная доза солнечной энергии позволит получить максимальное дневное освещение; сбор и использование воды для полива растений; фотоэлектрические панели, встроенные в схему солнечного затенения.

### Видео
- Самый высокий небоскреб Парижа будет русским
- Презентация проекта «Hermitage Plaza» в Большом Дворце Парижа в присутствии В. В. Путина и Ф. Фийона
- Подписание протокола о строительстве многофункционального комплекса «Hermitage Plaza»
- Презентация проекта «Hermitage Plaza» В. В. Путину и Ф. Фийону в Большом Дворце Парижа
- Bloomberg TV. The Battle to Be Europe’s Tallest Skyscraper Архивная копия от 21 сентября 2013 на Wayback Machine